# 광주 조선백자 요지
광주 조선백자 요지(廣州 朝鮮白磁 窯址)는 대한민국 경기도 광주시에 있는 조선시대의 도자기가마이다. 1985년 11월 7일 대한민국의 사적 제314호 광주조선백자도요지로 지정되었다가, 2011년 7월 28일 현재의 명칭으로 변경되었다.

## 개요
도요지는 그릇이나 자기를 만들어 굽던 가마터를 말한다.
남종면·중부면·퇴촌면 등 광주시 일대에는 도자기를 굽는데 필요한 흙이 나오며, 나무와 물이 풍부하다. 제품의 공급지인 서울과 가깝고 한강을 이용한 운반의 편리성으로 인해, 조선 영조 28년(1752) 궁중음식을 담당하던 사옹원의 분원으로 지정됐다. 그 후 조선왕조가 끝날 때까지 130여 년 동안 285개소의 가마터가 이 일대에서 번창했다. 조선 후기에 이르러 국가 사정이 어려워지자, 분원리 가마터는 개인에게 경영권을 주게 되었다. 그 후 여러 계층의 수요와 요구에 따라 자기의 모양과 무늬가 다양해졌으며, 청화백자의 중심지로 발전했다.
가마터의 구조는 오름가마이며, 계단식가마도 확인되었다. 여러 모양과 무늬를 새긴 자기들이 출토되었고, 글씨가 새겨진 도자기를 통해 제작시기도 알 수 있다.
이 일대는 조선 전기에서 후기까지 질 좋은 도자기를 만들어내던 중심지였기에 조선 도자사 연구에 기반이 되는 곳으로서 매우 가치있는 곳이다.

## 도요지 목록
다음은 2009년 9월 30일 현재 기준이다.
| 연번 | 지정번호        | 소재지          | 지번 |
| ---- | --------------- | --------------- | --- |
| 1    | 목현동 1호      | 목현동          | 121-1전, 산25임                                                                                                |
| 2    | 오향리 1호      | 실촌읍 오향리   | 321전 |
| 3    | 열미리 1호      | 실촌읍 열미리   | 119-1전, 119-2전, 121전, 133-1전, 133-2전, 133-3전                                                             |
| 4    | 열미리 2호      | 실촌읍 열미리   | 25-1전, 48전                                                                                                   |
| 5    | 열미리 3호      | 실촌읍 열미리   | 61-1전, 61-2전                                                                                                 |
| 6    | 열미리 4호      | 실촌읍 열미리   | 64잡 |
| 7    | 대쌍령리 1호    | 초월읍 대쌍령리 | 산99-4임 |
| 8    | 무갑리 1호      | 초월읍 무갑리   | 492-1전, 492-2전, 492전, 산129-6임                                                                             |
| 9    | 무갑리 2호      | 초월읍 무갑리   | 산50임 |
| 10   | 무갑리 3호      | 초월읍 무갑리   | 30-3전 |
| 11   | 무갑리 4호      | 초월읍 무갑리   | 26-3전, 29-1답, 29-2답, 29-3답, 29-4답, 29-5답, 29-6답                                                         |
| 12   | 무갑리 5호      | 초월읍 무갑리   | 25임, 26-1임, 26-4임, 산63임                                                                                   |
| 13   | 상림리 1호      | 도척면 상림리   | 51-3전, 51-47전, 51-4전                                                                                        |
| 14   | 상림리 2호      | 도척면 상림리   | 4답, 5-1전 |
| 15   | 궁평리 1호      | 도척면 궁평리   | 337-2전, 340전, 산2-1임                                                                                        |
| 16   | 궁평리 2호      | 도척면 궁평리   | 284묘 |
| 17   | 곤지암리 1호    | 실촌읍 곤지암리 | 471-1전 |
| 18   | 곤지암리 2호    | 실촌읍 곤지암리 | 509-8전, 산47-1임                                                                                              |
| 19   | 금사리 1호      | 남종면 금사리   | 71-1전, 72-1전, 73전, 74전, 75전, 22전                                                                         |
| 20   | 금사리 2호      | 남종면 금사리   | 11전, 13-1전, 13전, 25답                                                                                       |
| 21   | 분원리 1호      | 남종면 분원리   | 117-3대, 117-5대, 99-1대                                                                                       |
| 22   | 분원리 2호      | 남종면 분원리   | 산5임 |
| 23   | 정지리 1호      | 퇴촌면 정지리   | 61-1묘, 61-2임, 67전, 68-1전, 68-2전, 69전                                                                     |
| 24   | 정지리 2호      | 퇴촌면 정지리   | 11-2전 |
| 25   | 지월리 1호      | 초월읍 지월리   | 638-18도, 638-19임, 산69-1임                                                                                   |
| 26   | 지월리 2호      | 초월읍 지월리   | 632임, 654전                                                                                                   |
| 27   | 유사리 1호      | 실촌읍 유사리   | 산65-2임, 산65-6임                                                                                             |
| 28   | 유사리 2호      | 실촌읍 유사리   | 365-3전, 366대, 367대, 368-3대                                                                                 |
| 29   | 유사리 3호      | 실촌읍 유사리   | 464전 |
| 30   | 도수리 1호      | 퇴촌면 도수리   | 127전 |
| 31   | 도수리 2호      | 퇴촌면 도수리   | 124-1전 |
| 32   | 도수리 3호      | 퇴촌면 도수리   | 82-1전, 82-2대, 82-4전, 82-6전, 83전, 85전, 산11임                                                             |
| 33   | 도마리 1호      | 퇴촌면 도마리   | 70전 |
| 34   | 도마리 2호      | 퇴촌면 도마리   | 산16-1임 |
| 35   | 도마리 3호      | 퇴촌면 도마리   | 250-14전 |
| 36   | 탄벌동 1호      | 탄벌동          | 572답 |
| 37   | 탄벌동 2호      | 탄벌동          | 570-2전, 산76임                                                                                                |
| 38   | 탄벌동 3호      | 탄벌동          | 551-3전 |
| 39   | 송정동 1호      | 송정동          | 산63-36임 |
| 40   | 송정동 2호      | 송정동          | 367-6전, 371임, 372-5전                                                                                        |
| 41   | 송정동 3호      | 송정동          | 386-1임, 386-2임, 386-6임, 386-7임                                                                             |
| 42   | 오전리 1호      | 중부면 오전리   | 291-2전, 291대, 304전, 305-3임                                                                                 |
| 43   | 오전리 2호      | 중부면 오전리   | 268-5묘, 269임, 270-3전                                                                                        |
| 44   | 오전리 3호      | 중부면 오전리   | 27답 |
| 45   | 선동 학동리 1호 | 초월읍 선동리   | 산1-5임 |
| 46   | 선동 학동리 2호 | 초월읍 선동리   | 산1-1목, 326-9전, 356-19전                                                                                     |
| 47   | 선동 학동리 3호 | 초월읍 선동리   | 302-6전, 302-1대                                                                                               |
| 48   | 선동 학동리 4호 | 초월읍 학동리   | 199전, 산116임                                                                                                 |
| 49   | 선동 학동리 5호 | 초월읍 학동리   | 121-10전, 121-11전, 121-12전, 121-13전, 121-14전, 121-15전                                                     |
| 50   | 신대리 1호      | 실촌읍 신대리   | 151-1전, 152-2묘, 151-3전, 151-4전, 152-1전, 153-1전, 154-3전, 149-1전, 산7임, 산8-6임                         |
| 51   | 신대리 2호      | 실촌읍 신대리   | 145-10전, 145-11전, 145-12전, 산9-12임, 146전, 145-1전, 145-2전, 145-5전                                       |
| 52   | 신대리 3호      | 실촌읍 신대리   | 98전 |
| 53   | 신대리 4호      | 실촌읍 신대리   | 93-11전, 93-12전, 93-1전, 93-2전, 93-6전, 95-1묘, 95-3묘, 95묘, 91-1전, 91-2전, 91-6전, 91-7전, 91-8전, 91-9전 |
| 54   | 신대리 5호      | 실촌읍 신대리   | 20-1답 |
| 55   | 상번천리 1호    | 중부면 상번천리 | 681-3전, 681-5전                                                                                               |
| 56   | 상번천리 2호    | 중부면 상번천리 | 522-12도, 522-2사, 522-6도                                                                                     |
| 57   | 상번천리 3호    | 중부면 상번천리 | 산113-1임 |
| 58   | 상번천리 4호    | 중부면 상번천리 | 188-11전, 188-1전, 188-2전, 188-3대, 188-7전, 188-8전, 188-9전                                                 |
| 59   | 상번천리 5호    | 중부면 상번천리 | 186-1대, 186-7전, 186-8도, 186-9전, 산86임, 산87임                                                             |
| 60   | 상번천리 6호    | 중부면 상번천리 | 108전 |
| 61   | 상번천리 7호    | 중부면 상번천리 | 산73임, 114전, 115전                                                                                           |
| 62   | 우산리 1호      | 퇴촌면 우산리   | 71-2전 |
| 63   | 우산리 2호      | 퇴촌면 우산리   | 산320임 |
| 64   | 우산리 3호      | 퇴촌면 우산리   | 68전 |
| 65   | 우산리 4호      | 퇴촌면 우산리   | 272-2전 |
| 66   | 우산리 5호      | 퇴촌면 우산리   | 262-1답, 262-2전                                                                                               |
| 67   | 우산리 6호      | 퇴촌면 우산리   | 368전 |
| 68   | 우산리 7호      | 퇴촌면 우산리   | 370-1임, 370전                                                                                                 |
| 69   | 관음리 1호      | 퇴촌면 관음리   | 548-1전, 548-2대, 548-4도, 548-8전                                                                             |
| 70   | 관음리 2호      | 퇴촌면 관음리   | 518전, 519대                                                                                                   |
| 71   | 관음리 3호      | 퇴촌면 관음리   | 327전, 산18대, 388전, 331-1대                                                                                  |
| 72   | 관음리 4호      | 퇴촌면 관음리   | 산160-1임, 산160-3임                                                                                           |
| 73   | 관음리 5호      | 퇴촌면 관음리   | 194-1전, 194-3전                                                                                               |
| 74   | 관음리 6호      | 퇴촌면 관음리   | 176-12전, 176-17전, 176-19전, 176-22전, 176-2전                                                                |
| 75   | 관음리 7호      | 퇴촌면 관음리   | 136-2답 |
| 76   | 관음리 8호      | 퇴촌면 관음리   | 134답 |

## 참고 자료
- 광주 조선백자 요지 - 국가유산청 국가유산포털